# 埃赫梅
埃赫梅，是西班牙卡斯蒂利亚-莱昂萨拉曼卡省的一个市镇。 总面积18平方公里，总人口137人（2015年），人口密度7人/平方公里。